# Якубович Яків Дем'янович
Я́ків Дем'я́нович Якубович (? — 1757) — генеральний осавул в 1741—1757 роках за діяльності Правління гетьманського уряду та урядування гетьмана Кирила Розумовського під час Глухівського періоду в історії України, бунчуковий товариш.

## Урядування в Глухові
Після смерті Івана Мануйловича головний командир Малоросійського тимчасового Правління гетьманського уряду підполковник Яків (Джеймс) Кейт (1696—1758) запропонував на посаду Генерального осавула саме Я. Якубовича. Склав присягу 14 січня 1741 р. Посаду він обіймав разом з Петром Васильовичем Валькевичем (бл. 1687—1758).
Після обрання гетьманом Кирила Розумовського був перепризначений у 1751 році в цей уряд.
Під час церемонії обрання в Глухові Кирила Розумовського Я. Якубович їхав разом з дванадцятьма бунчуковими товаришами з правого боку карети гетьмана для публічного читання Найвищої грамоти про дарування гетьманства Розумовському.
Крім того, третім осавулом з 1752 по 1757 роки працював ще й Дем'ян Васильович Оболонський.
В універсалі Розумовського від 2 травня 1752 р. розповідається про службу Генерального осавула Я. Якубовича:
|  | «Объявляем… асаул в. генер. г. Як-ч подал нам доношение, представляя о службах своих, которие де он первее, в ранг бунч. товарищей обретаясь, по указу… …Петра Первого императора… …с протчиими бунч. тов-ми, в низовом корпусе, тако ж и в Полском, Кримском, Днестровском и Хотинском походах, а потом пожалован будучи в чин асаулства генер., внутрь государства по разним комисиям… А за оние никакого себе не имеет награждзния, и просил о награждении… …деревнями из свободных войсковых дворов, нашего разсмотрения. И мв, гетман, призирая на его, ас. ген. г. Я-ча верно отправление служби, по данной нам от ея и. величества власти, определяем ему ис чего б он и наперед к отправлению, по своему характеру, верних служб к снабдению бил в состоянии, в вечное владение… …село Алексинце… село Яцини… и село Скибинце, в коих по ревизии 1751 г. посполитих свободних дворов и з бездворными хатами 44 показано, со всеми принадлежащими к оним селам ґрунтами и угодиями». |

.
На початку травня 1752 року Якубович разом з Григорієм Миколайовичем Тепловим, генеральним писарем Андрієм Яковичем Безбородьком і десятьма бунчукового товариша супроводжував Розумовського в його поїздці для огляду малоросійських полків.
В 1753 році під час перебування Кирила Розумовського в Петербурзі, управління справами в Глухові, після від'їзду Теплова, було доручено спершу Семена Васильовича Кочубею та Івану Михайловичу Скоропадському, а потім, внаслідок ордера з Петербурга, місце останнього зайнято було Я. Якубовичем.

## Родина
Матір'ю Я. Якубовича була сестра гетьманші Анастасії Марківни, що була одружена з гетьманом Іваном Скоропадським — Параскевою Марківною Маркевич (бл. 1712 — ?). Батько бунчуковий товариш Якубович Дем'ян Федорович (? — 1724)
Я. Якубович одружився з донькою бригадира Уляною Дуніною (? — 1779).
У них народилось шестеро дітей:
- Олександр (1739-?),
- Уляна,
- Андрій,
- Дем'ян,
- Олександр 2-й,
- Марія [Архівовано 22 грудня 2017 у Wayback Machine.][3]